# 胡安·格里斯
胡安·格里斯（西班牙語：Juan Gris，西班牙語發音：[ˈxwaŋ ˈɡɾis]；1887年3月23日—1927年5月11日），本名何塞·维多利亚诺·冈萨雷斯-佩雷斯（西班牙語：José Victoriano González-Pérez），是西班牙畫家、雕塑家。他一生中在法國生活和工作。他的作品緊密相連出現的一種創新的藝術流派—立體主義，在立體主義之間中最有特色的。

## 生平

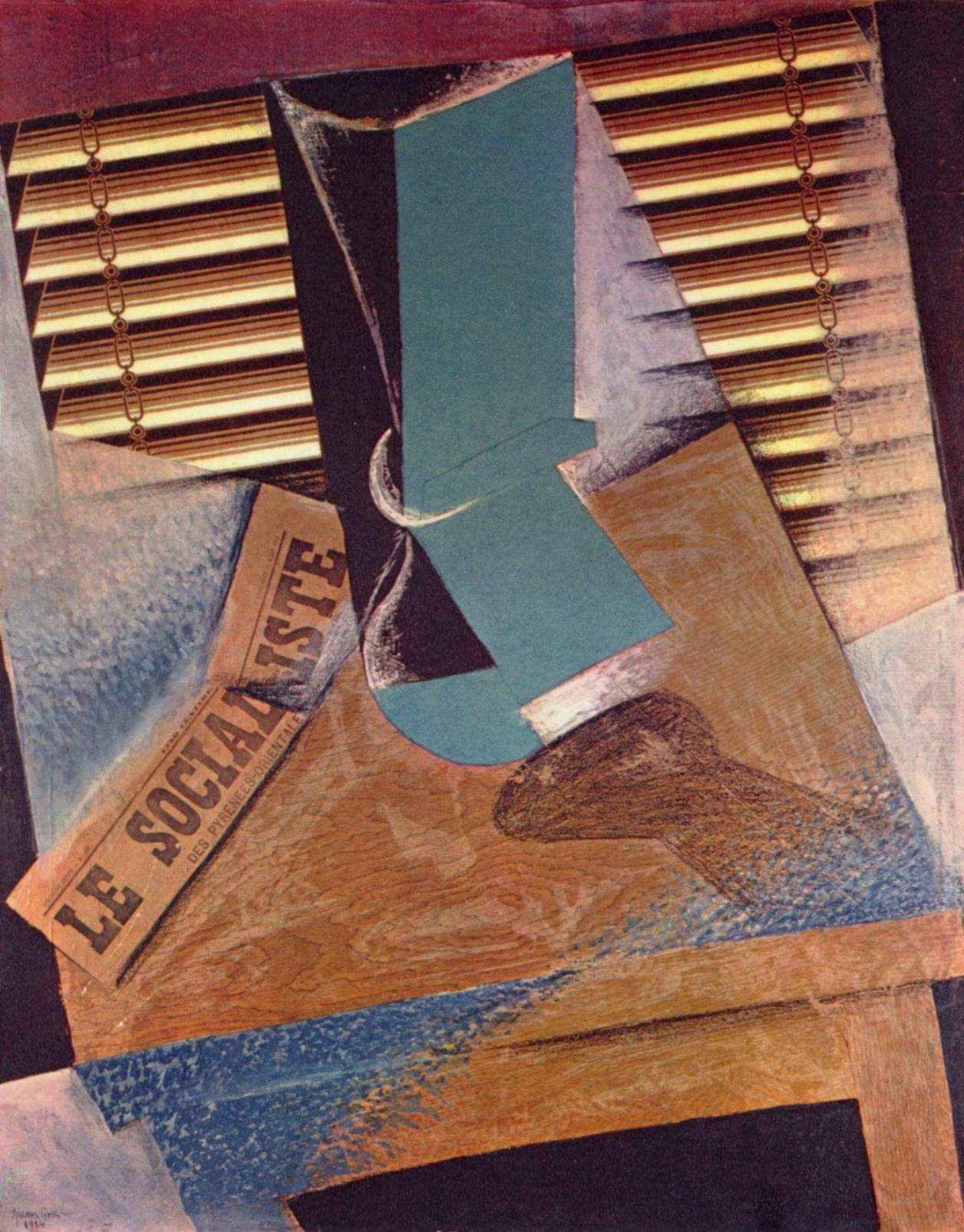
The Sunblind （遮阳帘，1914年）；水粉画，珂拉琪，粉笔和炭笔在画布上，藏於泰特美术馆。

格里斯在马德里出生，并在那里学习艺术。1906年搬到巴黎附近，那时巴勃罗·毕加索和他黑色的工作室，对格里斯产生很大的影响，他开始进行立体主义式的绘画。
他的作品色彩艳丽，富有立体主义。
1925年10月后，格里斯患有尿毒症并且心脏有问题。1927年5月12日，因肾功能衰竭 在布洛涅-比扬古塞纳河畔讷伊逝世，享年40岁，留下妻子乔塞特，和儿子乔治。

## 作品

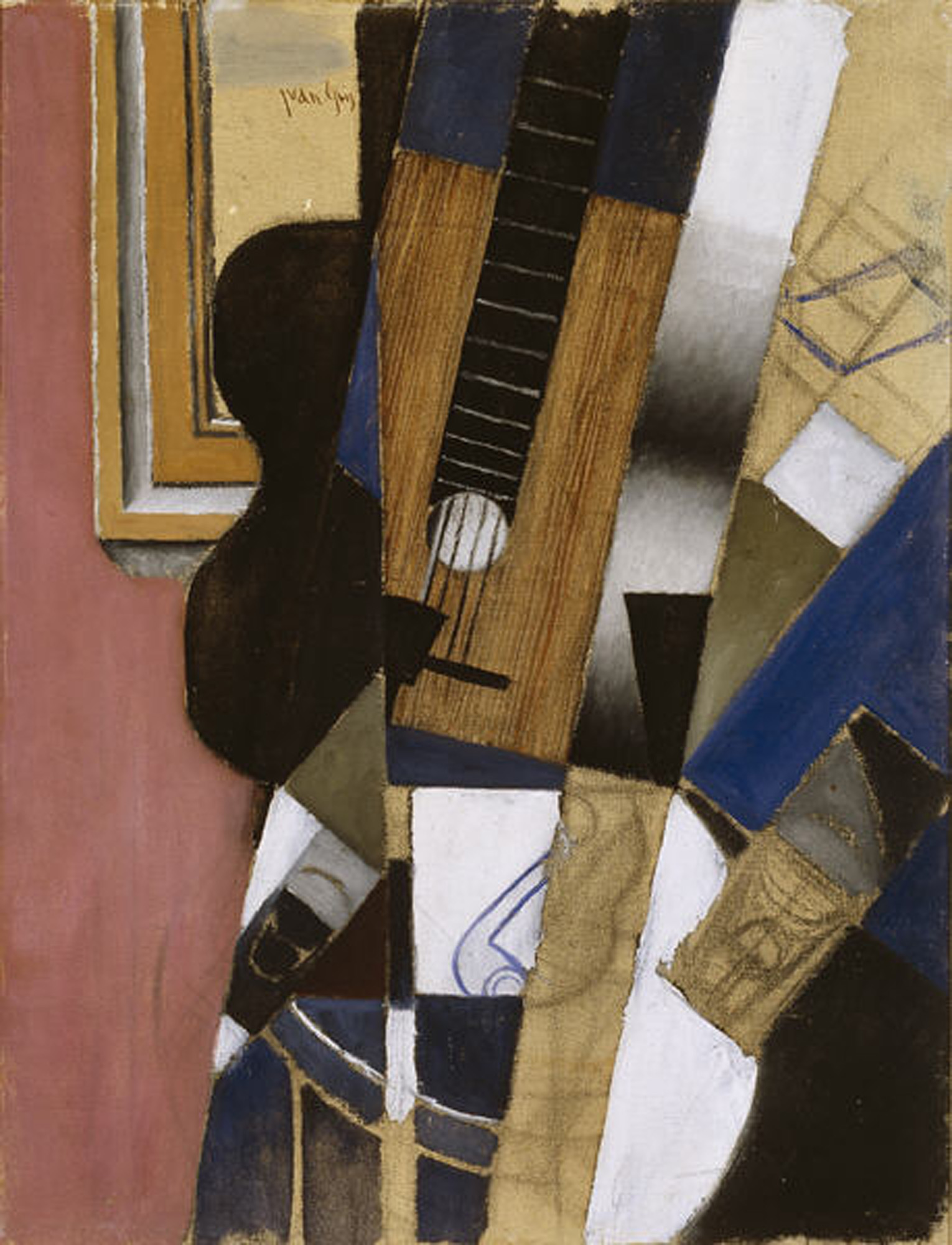
Guitar and Pipe, 1913, 达拉斯艺术博物馆
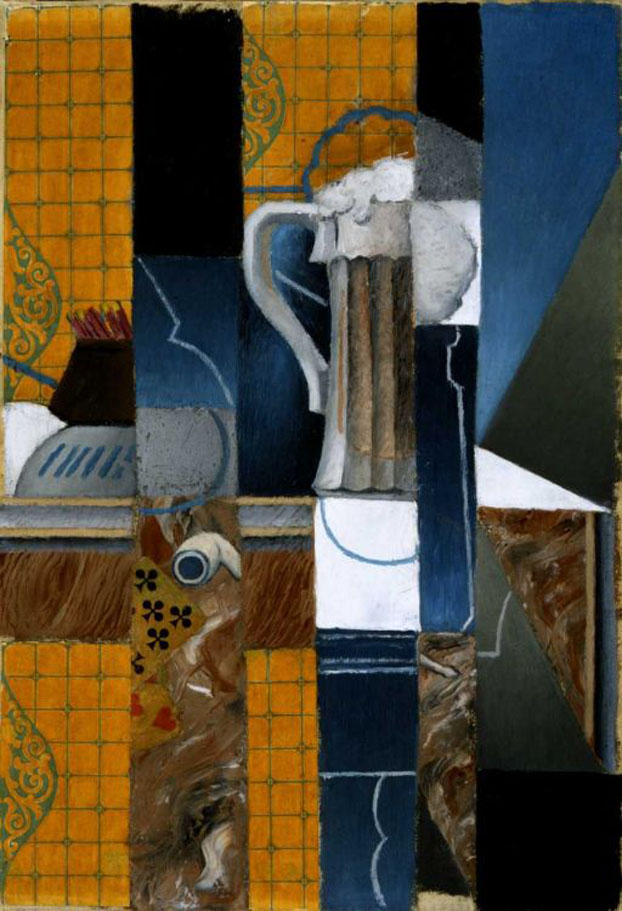
Glass of Beer and Playing Cards, 1913, 哥伦布艺术博物馆
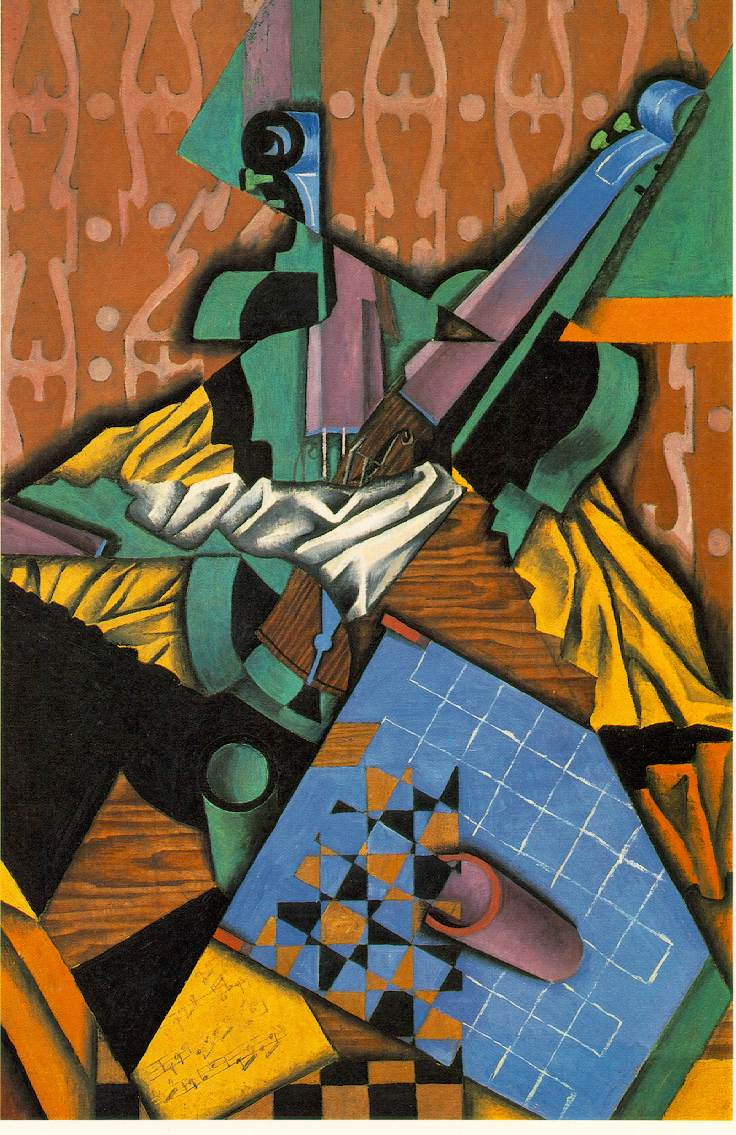
Violin and Checkerboard, 1913, Stephen A. Simon and Bonnie Simon Collection.
The Bottle of Anís del Mono, 1914, 索菲亚王后国家艺术中心博物馆
Fantômas, 1915, 國家藝廊
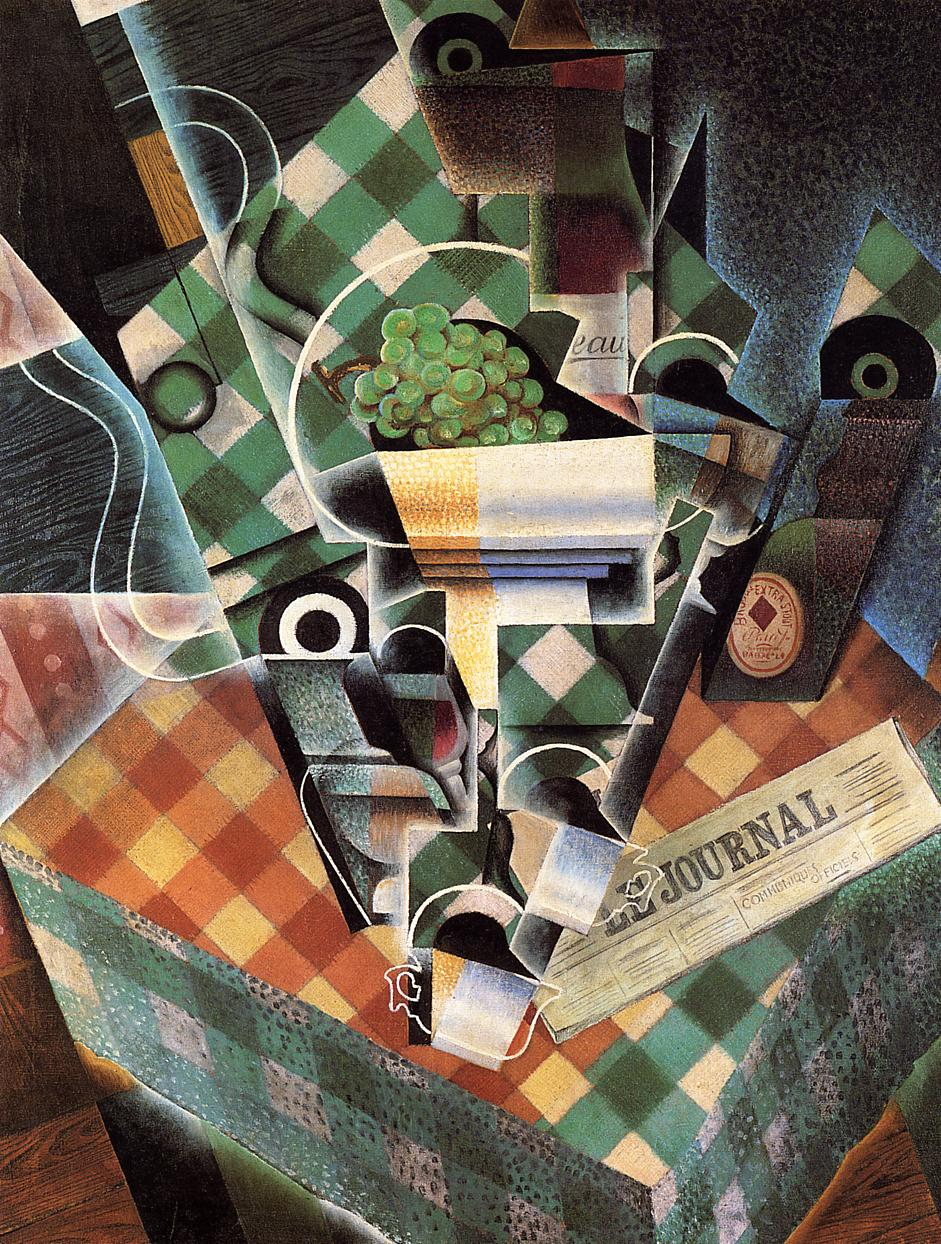
Still Life with Checked Tablecloth, 1915, Private collection.
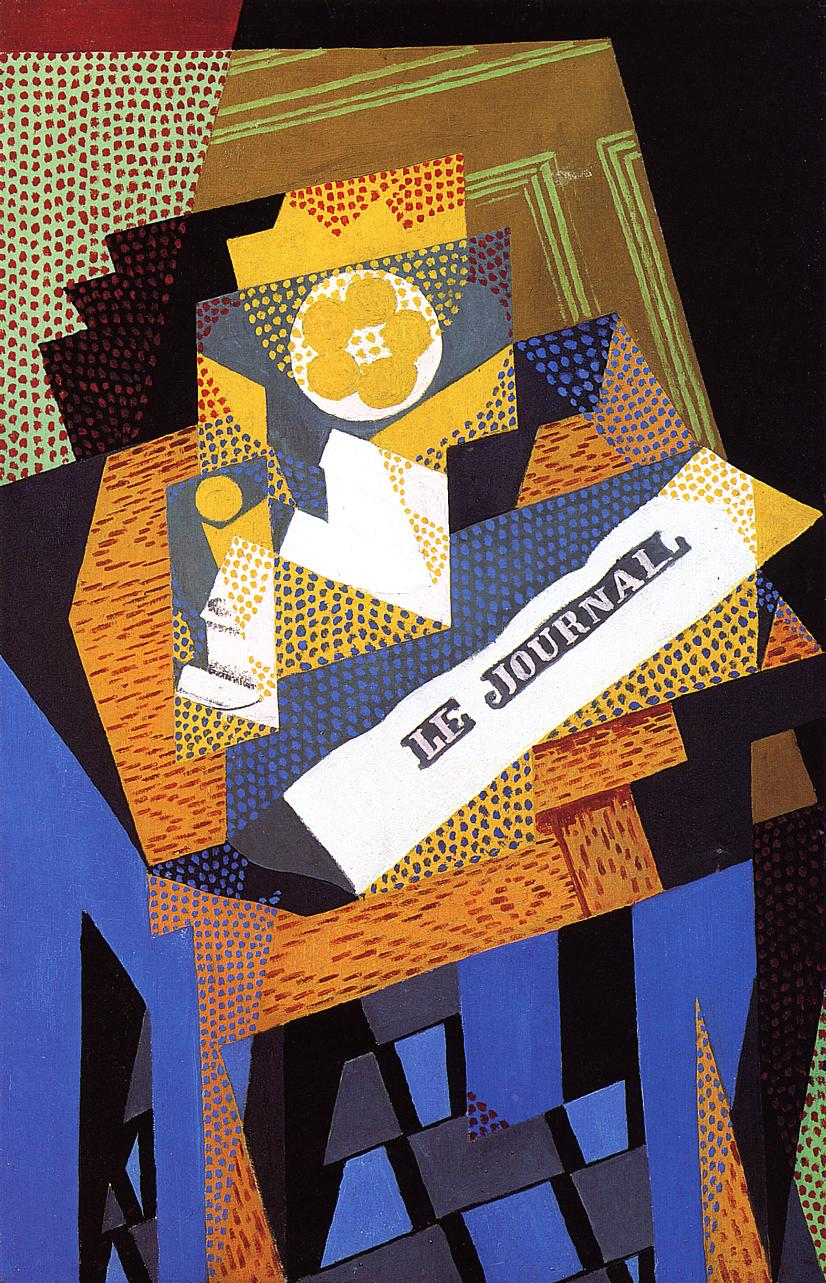
Newspaper and Fruit Dish, 1916, 耶鲁大学美术馆
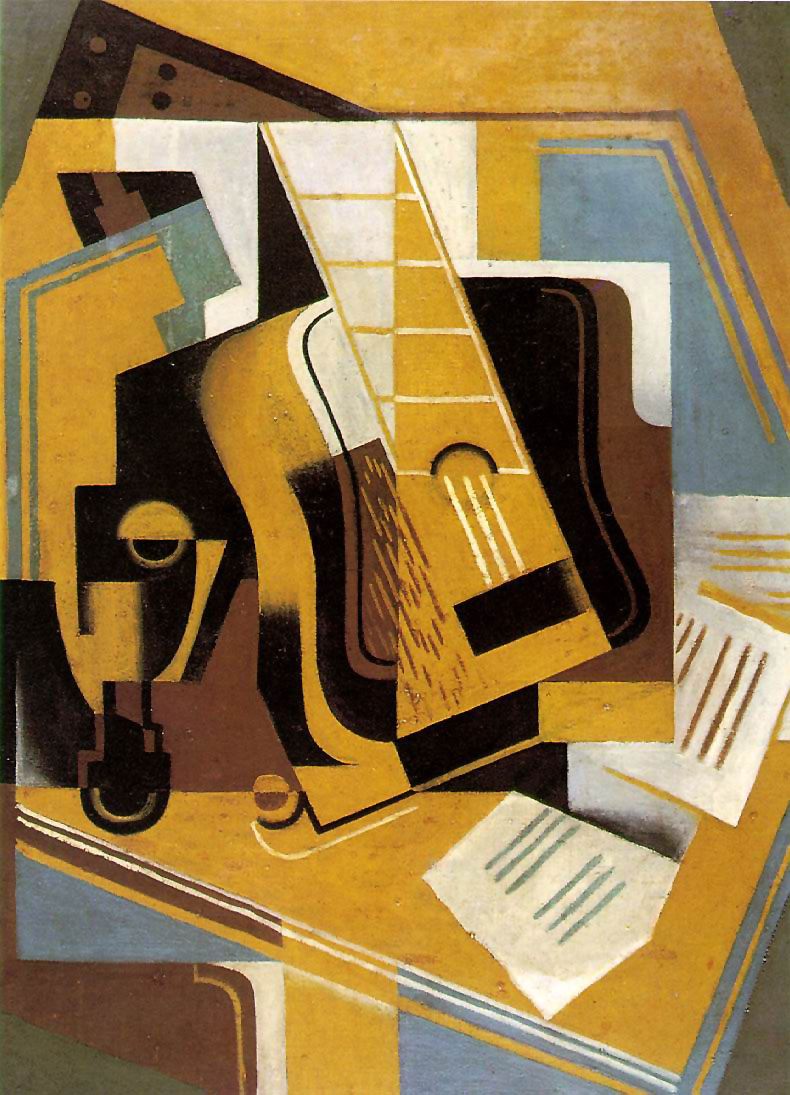
The Guitar, 1918.
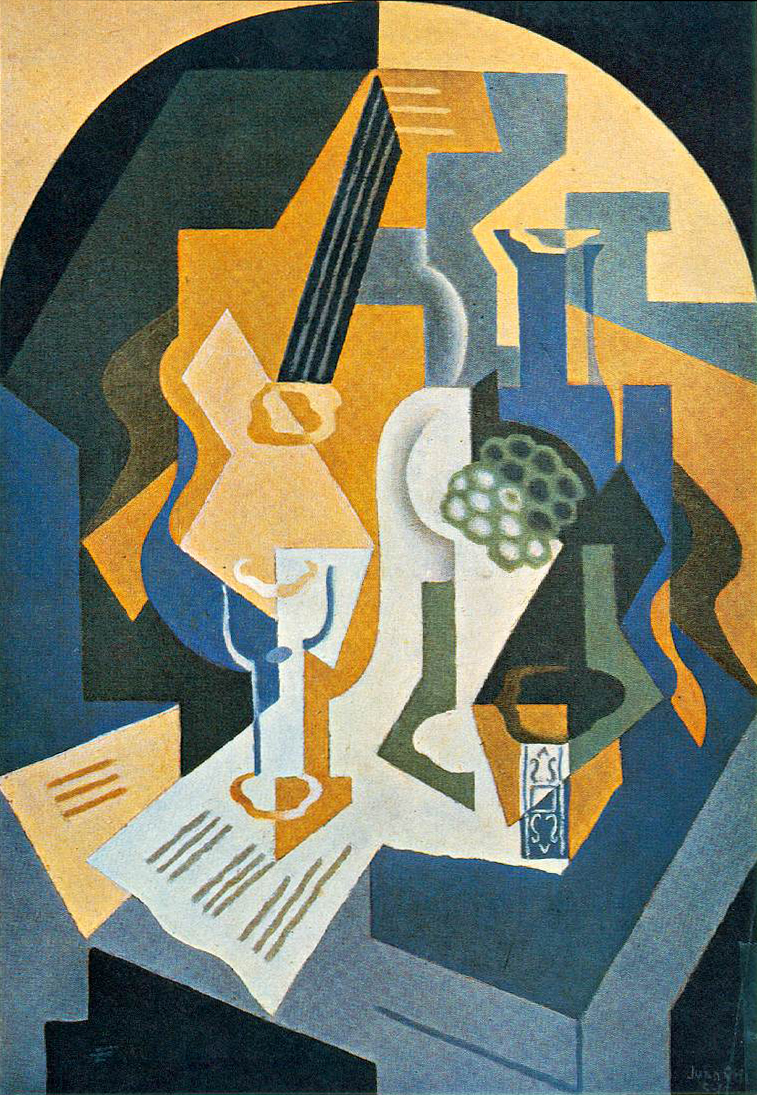
Still Life with Fruit Dish and Mandolin, 1919, Private collection, Paris.
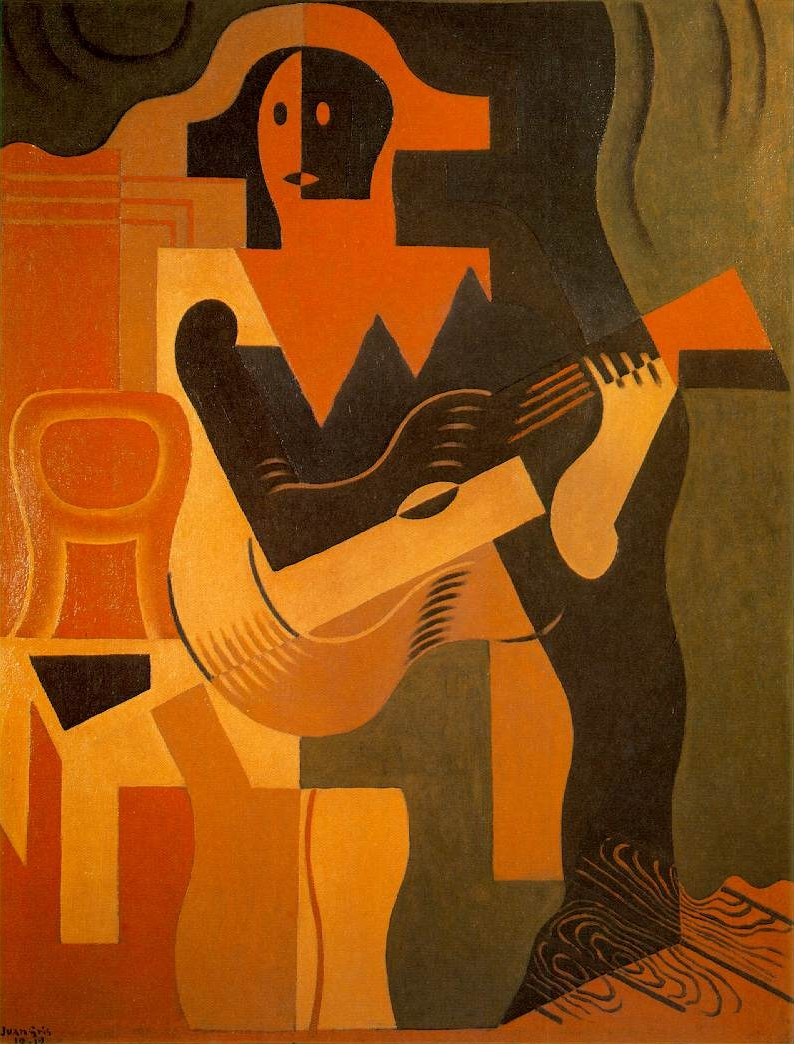
Harlequin with Guitar, 1919, Galerie Louise Leiris, Paris.
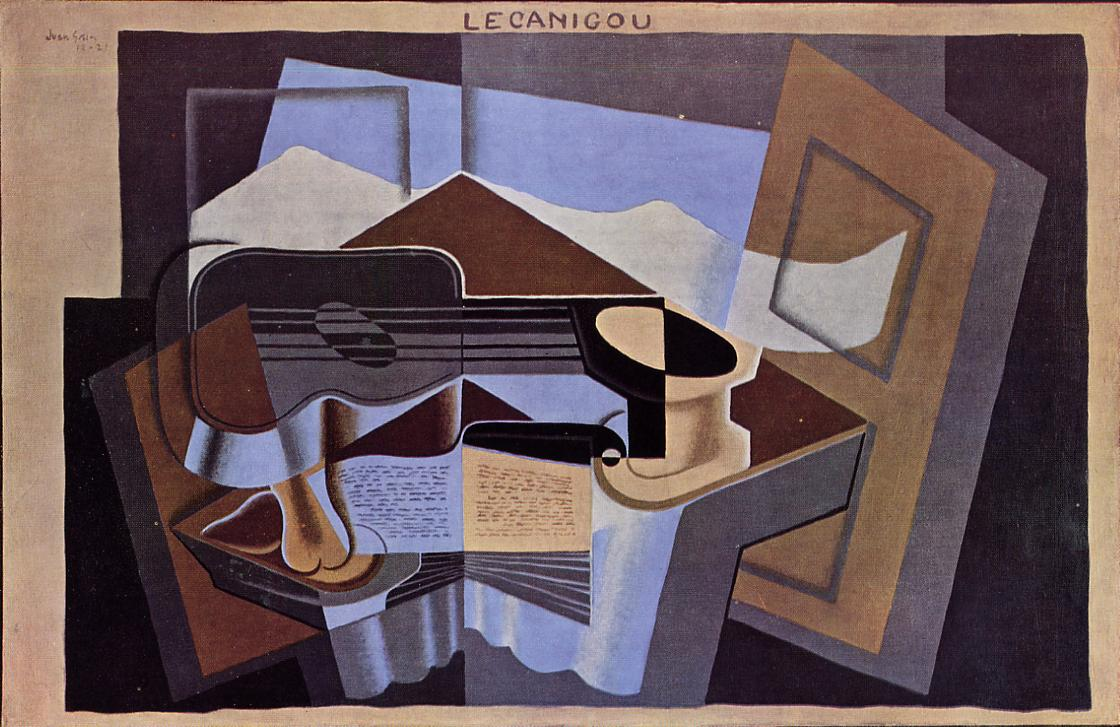
Le Canigou, 1921, 奥尔布赖特-诺克斯美术馆